# Erigone neocaledonica
Erigone neocaledonica là một loài nhện trong họ Linyphiidae.
Loài này thuộc chi Erigone. Erigone neocaledonica được Kritscher miêu tả năm 1966.